# MikroTik RouterBOARD

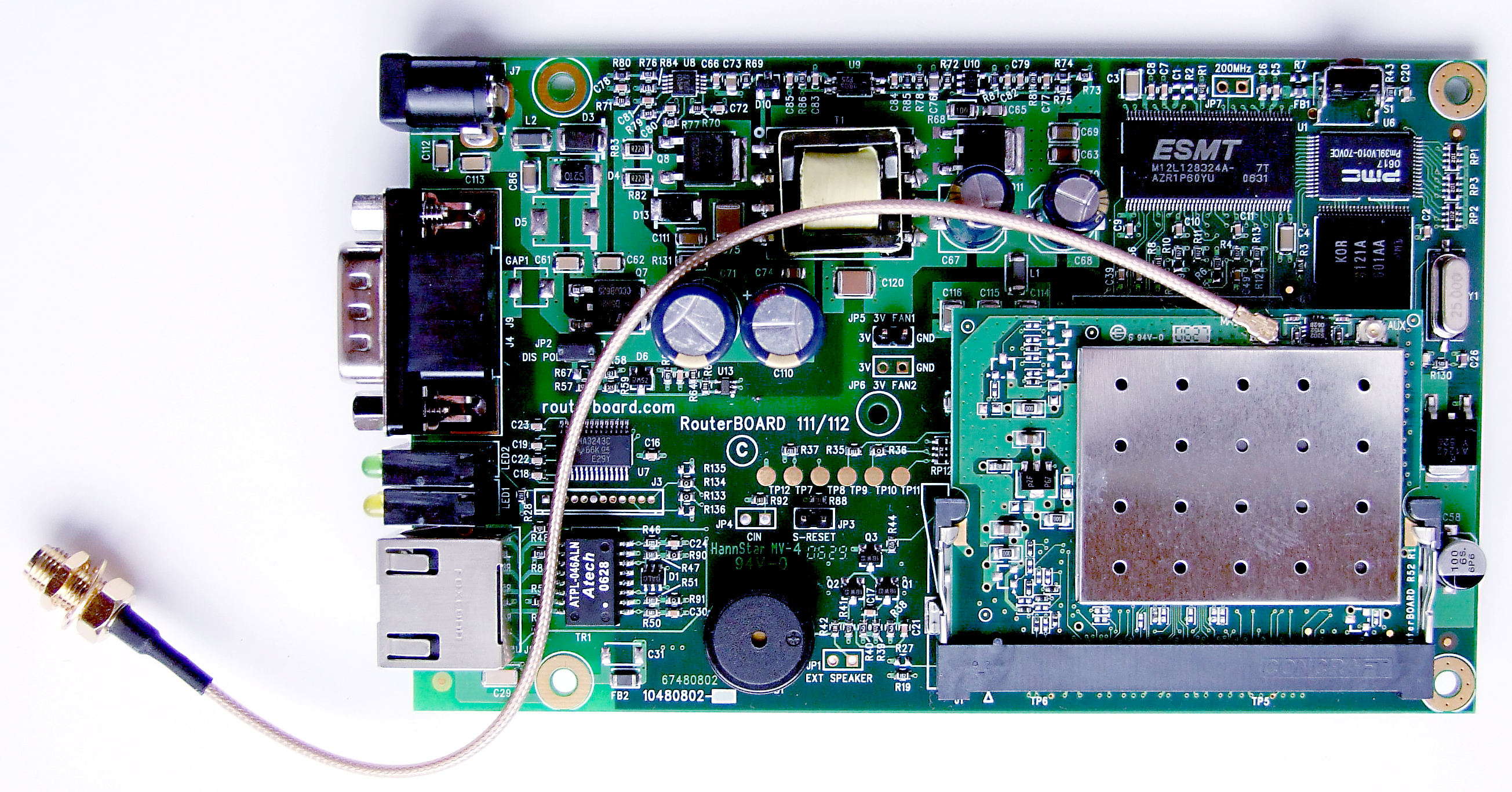
Embedded systém v podobě RouterBOARDu 112 s U.FL-RSMA pigtailem, R52 miniPCI Wi-Fi kartou

MikroTik RouterBOARD je v informatice označení pro malé základní desky od firmy MikroTik, které jsou rozšiřitelné pomocí doplňujících prvků (Wi-Fi karty, antény, paměti, …). Lze je využít jako přístupové body nebo klienty, routery, bridge nebo podobné aktivní síťové prvky. RouterBOARDy obsahují procesor, integrovanou operační paměť a dle typu integrovanou síťovou kartu, USB porty, miniPCI-E sloty atp. K RouterBOARDům je dodáván RouterOS, který je založen na Linuxu, umožňuje plně využít schopnosti základní desky, ale je možné použít i jiné linuxové distribuce.